# Screen Actors Guild Award per la migliore attrice cinematografica
Lo Screen Actors Guild Award per la migliore attrice cinematografica (Screen Actors Guild Award for Outstanding Performance by a Female Actor in a Leading Role) viene assegnato all'attrice protagonista del film maggiormente votata dallo Screen Actors Guild.

## Vincitrici e candidate
I vincitori sono indicati in grassetto. L'elenco mostra le vincitrici di ogni anno, seguito dagli attrici che hanno ricevuto una candidatura. Per ogni attrice viene indicato il film che le ha valso la candidatura (titolo italiano e titolo originale tra parentesi. Se è presente un solo titolo il film è italiano o, più spesso, non è stato distribuito in Italia o è stato distribuito usando il titolo originale).

### 1990
- 1995
  - Jodie Foster - Nell
  - Jessica Lange - Blue Sky
  - Susan Sarandon - Il cliente (The Client)
  - Meryl Streep - The River Wild - Il fiume della paura (The River Wild)
- 1996
  - Susan Sarandon - Dead Man Walking - Condannato a morte (Dead Man Walking)
  - Joan Allen - Gli intrighi del potere - Nixon (Nixon)
  - Elisabeth Shue - Via da Las Vegas (Leaving Las Vegas)
  - Meryl Streep - I ponti di Madison County (The Bridges of Madison County)
  - Emma Thompson - Ragione e sentimento (Sense and Sensibility)
- 1997
  - Frances McDormand - Fargo
  - Brenda Blethyn - Segreti e bugie (Secrets & Lies)
  - Diane Keaton - La stanza di Marvin (Marvin's Room)
  - Gena Rowlands - Una donna molto speciale (Unhook the Stars)
  - Kristin Scott Thomas - Il paziente inglese (The English Patient)
- 1998
  - Helen Hunt - Qualcosa è cambiato (As Good as It Gets)
  - Helena Bonham Carter - Le ali dell'amore (The Wings of the Dove)
  - Judi Dench - La mia regina (Mrs. Brown)
  - Pam Grier - Jackie Brown
  - Robin Wright Penn - She's So Lovely - Così carina (She's So Lovely)
  - Kate Winslet - Titanic
- 1999
  - Gwyneth Paltrow - Shakespeare in Love
  - Cate Blanchett - Elizabeth
  - Jane Horrocks - Little Voice - È nata una stella (Little Voice)
  - Meryl Streep - La voce dell'amore (One True Thing)
  - Emily Watson - Hilary e Jackie (Hilary and Jackie)

### 2000
- 2000
  - Annette Bening - American Beauty
  - Janet McTeer - In cerca d'amore (Tumbleweeds)
  - Julianne Moore - Fine di una storia (The End of the Affair)
  - Meryl Streep - La musica del cuore (Music of the Heart)
  - Hilary Swank - Boys Don't Cry
- 2001
  - Julia Roberts - Erin Brockovich - Forte come la verità (Erin Brockovich)
  - Joan Allen - The Contender
  - Juliette Binoche - Chocolat
  - Ellen Burstyn - Requiem for a Dream
  - Laura Linney - Conta su di me (You Can Count on Me)
- 2002
  - Halle Berry - Monster's Ball - L'ombra della vita (Monster's Ball)
  - Jennifer Connelly - A Beautiful Mind
  - Judi Dench - Iris - Un amore vero (Iris)
  - Sissy Spacek - In the Bedroom
  - Renée Zellweger - Il diario di Bridget Jones (Bridget Jones's Diary)
- 2003
  - Renée Zellweger - Chicago
  - Salma Hayek - Frida
  - Nicole Kidman - The Hours
  - Diane Lane - L'amore infedele - Unfaithful (Unfaithful)
  - Julianne Moore - Lontano dal paradiso (Far from Heaven)
- 2004
  - Charlize Theron - Monster
  - Patricia Clarkson - Station Agent (The Station Agent)
  - Diane Keaton - Tutto può succedere - Something's Gotta Give (Something's Gotta Give)
  - Naomi Watts - 21 grammi (21 Grams)
  - Evan Rachel Wood - Thirteen - 13 anni (Thirteen)
- 2005
  - Hilary Swank - Million Dollar Baby
  - Annette Bening - La diva Julia - Being Julia (Being Julia)
  - Imelda Staunton - Il segreto di Vera Drake (Vera Drake)
  - Catalina Sandino Moreno - Maria Full of Grace
  - Kate Winslet - Se mi lasci ti cancello (Eternal Sunshine of the Spotless Mind)
- 2006
  - Reese Witherspoon - Quando l'amore brucia l'anima - Walk the Line (Walk the Line)
  - Judi Dench - Lady Henderson presenta (Mrs Henderson Presents)
  - Felicity Huffman - Transamerica
  - Charlize Theron - North Country - Storia di Josey (North Country)
  - Zhang Ziyi - Memorie di una geisha (Memoirs of a Geisha)
- 2007
  - Helen Mirren - The Queen - La regina (The Queen)
  - Penélope Cruz - Volver - Tornare
  - Judi Dench - Diario di uno scandalo (Notes on a Scandal)
  - Meryl Streep - Il diavolo veste Prada (The Devil Wears Prada)
  - Kate Winslet - Little Children
- 2008
  - Julie Christie - Away from Her - Lontano da lei (Away from Her)
  - Cate Blanchett - Elizabeth: The Golden Age
  - Marion Cotillard - La vie en rose (La Môme)
  - Angelina Jolie - A Mighty Heart - Un cuore grande (A Mighty Heart)
  - Ellen Page - Juno
- 2009
  - Meryl Streep - Il dubbio (Doubt)
  - Anne Hathaway - Rachel sta per sposarsi (Rachel Getting Married)
  - Angelina Jolie - Changeling
  - Melissa Leo - Frozen River - Fiume di ghiaccio (Frozen River)
  - Kate Winslet - Revolutionary Road

### 2010
- 2010
  - Sandra Bullock - The Blind Side
  - Carey Mulligan - An Education
  - Meryl Streep - Julie & Julia
  - Gabourey Sidibe - Precious
  - Helen Mirren - The Last Station
- 2011
  - Natalie Portman - Il cigno nero (Black Swan)
  - Annette Bening - I ragazzi stanno bene (The Kids Are All Right)
  - Nicole Kidman - Rabbit Hole
  - Jennifer Lawrence - Un gelido inverno (Winter's Bone)
  - Hilary Swank - Conviction
- 2012
  - Viola Davis – The Help
  - Glenn Close – Albert Nobbs
  - Meryl Streep – The Iron Lady
  - Tilda Swinton – ...e ora parliamo di Kevin (We Need To Talk About Kevin)
  - Michelle Williams – My Week with Marilyn
- 2013
  - Jennifer Lawrence – Il lato positivo - Silver Linings Playbook (Silver Linings Playbook)
  - Jessica Chastain – Zero Dark Thirty
  - Marion Cotillard – Un sapore di ruggine e ossa (De rouille et d'os)
  - Helen Mirren – Hitchcock
  - Naomi Watts – The Impossible
- 2014
  - Cate Blanchett – Blue Jasmine
  - Sandra Bullock – Gravity
  - Judi Dench – Philomena
  - Meryl Streep – I segreti di Osage County (August: Osage County)
  - Emma Thompson – Saving Mr. Banks
- 2015
  - Julianne Moore – Still Alice
  - Jennifer Aniston – Cake
  - Felicity Jones – La teoria del tutto (The Theory of Everything)
  - Rosamund Pike – L'amore bugiardo - Gone Girl (Gone Girl)
  - Reese Witherspoon – Wild
- 2016
  - Brie Larson – Room
  - Cate Blanchett – Carol
  - Helen Mirren – Woman in Gold
  - Saoirse Ronan – Brooklyn
  - Sarah Silverman – I Smile Back
- 2017
  - Emma Stone – La La Land
  - Amy Adams – Arrival
  - Emily Blunt – La ragazza del treno (The Girl on the Train)
  - Natalie Portman – Jackie
  - Meryl Streep – Florence (Florence Foster Jenkins)
- 2018
  - Frances McDormand – Tre manifesti a Ebbing, Missouri (Three Billboards Outside Ebbing, Missouri)
  - Judi Dench – Vittoria e Abdul (Victoria & Abdul)
  - Sally Hawkins – La forma dell'acqua - The Shape of Water (The Shape of Water)
  - Margot Robbie – Tonya (I, Tonya)
  - Saoirse Ronan – Lady Bird
- 2019
  - Glenn Close – The Wife - Vivere nell'ombra (The Wife)
  - Emily Blunt – Il ritorno di Mary Poppins (Mary Poppins Returns)
  - Olivia Colman – La favorita (The Favourite)
  - Lady Gaga – A Star Is Born
  - Melissa McCarthy – Copia originale (Can You Ever Forgive Me?)

### 2020
- 2020
  - Renée Zellweger - Judy
  - Cynthia Erivo – Harriet
  - Scarlett Johansson – Storia di un matrimonio (Marriage Story)
  - Lupita Nyong'o – Noi (Us)
  - Charlize Theron – Bombshell - La voce dello scandalo (Bombshell)
- 2021
  - Viola Davis - Ma Rainey's Black Bottom
  - Amy Adams - Elegia americana (Hillbilly Elegy)
  - Vanessa Kirby - Pieces of a Woman
  - Frances McDormand - Nomadland
  - Carey Mulligan - Una donna promettente (Promising Your Woman)
- 2022[1]
  - Jessica Chastain - Gli occhi di Tammy Faye (The Eyes of Tammy Faye)
  - Olivia Colman - La figlia oscura (The Lost Daughter)
  - Lady Gaga - House of Gucci
  - Jennifer Hudson - Respect
  - Nicole Kidman - A proposito dei Ricardo (Being the Ricardos)
- 2023[2]
  - Michelle Yeoh - Everything Everywhere All at Once
  - Cate Blanchett - Tár
  - Viola Davis - The Woman King
  - Ana de Armas - Blonde
  - Danielle Deadwyler - Till
- 2024[3]
  - Lily Gladstone - Killers of the Flower Moon
  - Annette Bening - Nyad - Oltre l'oceano (Nyad)
  - Carey Mulligan - Maestro
  - Margot Robbie - Barbie
  - Emma Stone - Povere creature! (Poor Things)
- 2025[4][5]
  - Demi Moore – The Substance
  - Pamela Anderson – The Last Showgirl
  - Cynthia Erivo – Wicked (Wicked: Part I)
  - Karla Sofía Gascón – Emilia Pérez
  - Mikey Madison – Anora

## Statistiche

### Plurivincitrici
- Frances McDormand (1997, 2018)
- Renée Zellweger (2003, 2020)
- Viola Davis (2012, 2021)